# ちょっとだけかえってきた Dr.SLUMP
『ちょっとだけかえってきたDr.スランプ』（ちょっとだけかえってきたドクタースランプ）は、原作・監修：鳥山明、脚本：小山高生、作画：中鶴勝祥による日本の漫画作品。

## 概要
月刊誌『Vジャンプ』（集英社）にて1993年2月21日号から1996年9月号まで連載され、1994年7月には単行本化した。直井正博が作画した「めちゃんこバスケットボール」は単行本には未収録。
物語は、原作『Dr.スランプ』の最終回後に誕生した千兵衛の娘ニトロが1歳の誕生日を迎えた所から始まる。ターボは3歳に成長しているが、アラレたちの年齢は『Dr.スランプ』連載終了時の高校3年生のままである。小山高生は「アラレは20歳になってなければならないが、そこは目をつぶってもらって、アラレは高校3年生のままで、則巻家に女の子がひとり増えたことでどういうふうになるのか、そういうところを楽しんでもらいたい」と語っている。原作で死んだマシリトも、この作品では生きた姿で登場している。また、オリジナルキャラクターも多数登場している。連載当時は、本作が『Vジャンプ』の表紙を飾ることも多かった。
『ドラゴンボール』、『ドラゴンボールGT』、『GO!GO!ACKMAN』、『DUB&PETER1』などの鳥山作品や、『ドラゴンクエストシリーズ』、『ファイナルファンタジーVIII』、『ソニック・ザ・ヘッジホッグ』などのゲームキャラクターがゲスト出演したり扉絵やストーリー上でコラボレーションしており、『ストリートファイターII』とコラボレーションした扉絵もある。
単行本1巻には本作の制作過程が説明されており、小山が書いた脚本を、原作者・監修の鳥山と、当時プロデューサーだった森下孝三がチェックして3人の話し合いで決定。改良された脚本を基に中鶴が設定画とコマ割りなどの原画を描き、中鶴と相談して浅井聡子が色指定したものに、スタッフが彩色などを行った。12話から登場するカルテの一家は、本作の監修を務めた鳥山が描いたラフスケッチを基に、中鶴が作画を仕上げた。本作は原作同様、他国でも翻訳されている。セル画を使ったオリジナル漫画としては世界初で、日本唯一であるとされる。
『Dr.スランプ アラレちゃん んちゃ!ペンギン村より愛をこめて』（1993年）並びに『Dr.スランプ アラレちゃん んちゃ!!わくわくハートの夏休み』（1994年）は本作の設定・舞台を基にしており、『Dr.スランプ アラレちゃん ほよよ!!助けたサメに連れられて…』（1994年）は本作の4話「ほよよ!!助けたサメに連れられて…」のストーリーを原案に制作している。映像化された回は「ほよよ!!助けたサメに連れられて…」のみである。
1995年には、「ちょっとだけかえってきたDr.スランプ 1995年度卓上カレンダー」が発売された。

## 発明品
本作で発明した発明品のみ挙げる。過去の発明品については、Dr.スランプ#則巻千兵衛の発明品を参照。

### 則巻千兵衛の発明品
爆睡枕くん
第1話でニトロを寝かすために作った。膝枕をする女性の形で「眠れ○○のように」と子守唄を歌う。
Dr.スイダシくん
第20話で、風邪を引いたニトロを治すために作った。掃除機のような形をしていて、吸引口を患者の口に当てて病原体を吸い取る。
Dr.スイダシくんプラス
Dr.スイダシくんから出てきた巨大風邪ウイルスを捕えるために作った強化版。
おつげマシーン「おしえて！ミコちゃ〜ん」
第23話で作った占い師型マシーン。未来で起きることや天気を予言できる。正確な予言をするためには勉強（新しい情報の入力）が必要。
瞬間強力毛生え薬ノビール
第24話でクリキントンに坊主頭にされた千兵衛が、髪をはやすために作ったが、伸びすぎるという欠点がある。髪以外の毛にも有効。スッパマンに悪用される。
おさんぽダックくん
第32話でニトロのために作った、空飛ぶオマル。動力源は足漕ぎ。空を飛ぶためニトロが行方不明となり、みどりからは「変なもの作るから」と言われたが、最終的には無事に連れ帰ってきた。

### 則巻ターボの発明品
体感マシーンバーチャルくん
第3話で作った画面付きゲーム機の形をしたマシーンで、ゲームの中に入れる。アラレとガッちゃんはこれで千兵衛がプレイ中の『ドラゴンクエストV』の世界に割り込んだ。
第26話でこれとは別のバーチャルゲーム機（プレイヤーがスコープやコントローラーを装着し、ターボが本体を制御する）を作り、アラレたちは対戦型格闘ゲームをプレイしている。
おのぞみ変身マシーン
第8話で作った腕時計のような機械で、命令を打ち込むと大人や子どもになれる。このマシーンでアラレがスタイルの良い大人の姿になっている。
ヘリ子ブタ
第16話で作ったブタ型万能ヘリコプターで、陸、海、空どこでも移動できる。操縦は音声入力。

### Dr.マシリトの発明品
キャラメルマン10号
第2話で登場。作者に変装したマシリトが「第1回ペンギン村ゲームグランプリ」を開催し、最終種目の巨大ネズミ車を発電機として利用して起動させたロボット。頭の上がグランプリ会場になっているという巨体を持つ。だが、アラレのんちゃ砲1発で呆気なく破壊された。
タイムリップ
第28話で過去に行ってアラレ完成を妨害すべく作った、口紅型タイムマシン。行き先の年代に目盛を合わせてから唇に塗り、その顔を鏡に映すと時間移動できる。場所は移動しない模様。鏡が割れていると時のはざまに迷い込んでしまう。

## 大会
第1回ペンギン村ゲームグランプリ
『Dr.スランプ』復活記念としてマシリトが鳥山明に変装して主催した大会で、2人1組で参加する。会場内には、クイズ→爆弾ドッジボール→逆走！巨大ループ→巨大ネズミ車の4つの関門があり、これらを突破して一番早くゴールしたペアが優勝。
優勝：アラレ&オボッチャマン
メチャンコうまい物ぜーんぶ食べたらタダだぜ！チャンピオン大会
レストランスーパーリッチ開店25年を記念して、スーパーリッチ特設ステージで、行われた大会。実況は暗悪健太（スッパマン）。賞金は50万円。フルコース15人分全部食べればお代はただになる。マシリトは服の下に食べ切れない分を隠すインチキをしたため、その分働いて返すことになった。
優勝：則巻アラレ
第1回ペンギン村芸術まつり
鳥山明主催の大会。テーマは「私の好きな人」で、表現方法は自由。優勝者の賞金は1万円。司会は暗悪健太（スッパマン）。審査員は、栗頭大五郎、ペンギン村立高等学園校長、やぎ医者、Dr.オペ、鳥山明。
優勝：則巻千兵衛。作品はみどりの裸像。

## 単行本
『ちょっとだけかえってきた Dr.SLUMP』 集英社〈Vジャンプ ブックスコミックシリーズ〉、全4巻。
| 巻数 | サブタイトル             | ISBNコード          | 初版発行日    | 発売日        | 収録作品                                                            |
| ---- | ------------------------ | ------------------- | ------------- | ------------- | ------------------------------------------------------------------- |
| 1    | ニトロちゃんの誕生日の巻 | ISBN 978-4088060033 | 1994年7月24日 | 1994年7月19日 | 1話 - 10話 （1993年2月21日号、4月4日号、7月号 - 1994年2月号掲載分） |
| 2    | 怪盗ほよよ団2…の巻       | ISBN 978-4088060071 | 1995年4月24日 | 1995年4月19日 | 11話 - 20話 （1994年3月号 - 12月号掲載分）                          |
| 3    | 愛の雪だるま物語……の巻   | ISBN 978-4088060101 | 1994年7月24日 | 1996年7月19日 | 21話 - 30話 （1995年1月号 - 10月号掲載分）                          |
| 4    | さよならバイチャ…の巻    | ISBN 978-4088060118 | 1996年9月24日 | 1996年9月19日 | 31話 - 40話 （1995年11月号 - 1996年9月号掲載分）                    |